# Qiliqin He
Qiliqin He är ett vattendrag i Kina. Det ligger i provinsen Heilongjiang, i den nordöstra delen av landet, omkring 520 kilometer öster om provinshuvudstaden Harbin.
Genomsnittlig årsnederbörd är 963 millimeter. Den regnigaste månaden är juli, med i genomsnitt 211 mm nederbörd, och den torraste är januari, med 14 mm nederbörd.